# Tempio della Beata Vergine della Ghiara
Il tempio della Beata Vergine della Ghiara, detto anche basilica della Madonna della Ghiara, è un edificio di culto cattolico di Reggio Emilia. Sorge lungo l'antico corso della Ghiara, oggi corso Garibaldi.
Il tempio, Basilica minore, è di proprietà del Comune di Reggio, ed è officiato dall'ordine religioso dei servi di Maria. All'interno, oltre a pregevoli dipinti, è custodito un prezioso organo, realizzato nel XVIII secolo.

## Storia

### Origini

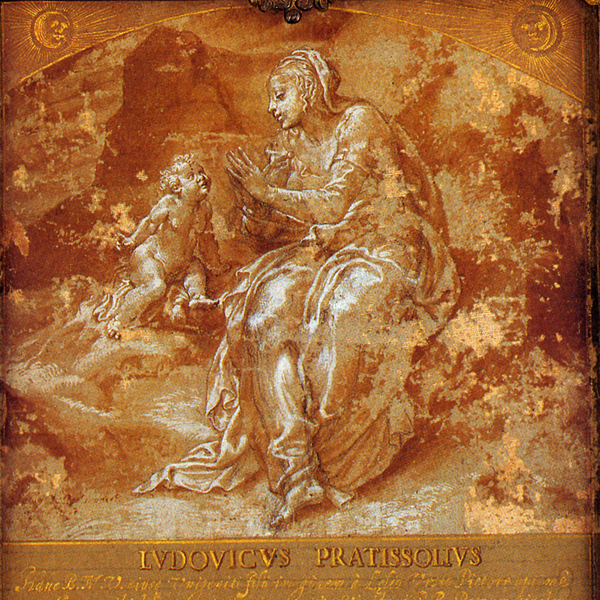
Disegno della Madonna di Lelio Orsi, 1569.

In questo luogo scorreva il fiume Crostolo che, essendo stato deviato il suo corso all'esterno delle mura nel 1226, lasciò un terreno ghiaioso e la zona prese così il nome di Ghiara o Giarra. Nel 1313 la Comunità di Reggio diede questa zona ai Servi di Maria, che vi costruirono un convento e una chiesa dedicata alla Santissima Annunziata. Nel 1517 si eresse una chiesa maggiore, disposta lungo l'asse del vecchio fiume, e i Serviti fecero dipingere sul muro dell'orto, dietro l'abside, un'immagine della Madonna col Bambino. Col passar del tempo l'immagine si deteriorò e nel 1569 si incaricò il pittore Lelio Orsi di ricavarne un disegno. L'Orsi la reinterpretò in modo personale, tanto che ne risultò una nuova opera. Il disegno venne sottoposto nel 1573 a Giovanni Bianchi, detto il Bertone, perché ne ricavasse un nuovo dipinto sul muro del convento. Questa nuova immagine attirò sempre più gente, tanto che fu costruita una piccola cappella perr custodirla.

### Il miracolo
La mattina del 29 aprile 1596, ventitré giorni dopo l'inaugurazione della cappella, un orfano di circa 15 anni di nome Marchino, sordomuto e privo di lingua dalla nascita, si raccolse in preghiera davanti all'immagine della Madonna col Bambino. Durante la preghiera avrebbe esclamato tre volte "Gesù-Maria", riacquistando anche l'udito, mentre gli sarebbe ricresciuta la lingua. Marchino era conosciuto come garzone presso il signor Sebastiano, macellaio della Vicinia di San Prospero, e la notizia si diffuse in tutta la città.
Sei giorni dopo, il 5 maggio 1596, sarebbe avvenuto un altro miracolo a Fivizzano, con l'improvvisa guarigione di una donna, Margherita, detta Caugliana dal paese d'origine del marito, inferma a letto da diciotto anni. Il miracolo si sarebbe verificato dopo l'improvvisa apparizione nella stanza della donna di un'immagine della Madonna col Bambino come quella della Ghiara di Reggio Emilia, cui l'inferma era devota..
Allora il vescovo, mons. Claudio Rangone, istituì una commissione per esaminare i fatti composta da teologi, medici e giuristi, inviando le conclusioni al papa Clemente VIII che, il 22 luglio 1596, riconobbe il miracolo consentendo la venerazione pubblica dell'immagine.

### Il Santuario manierista

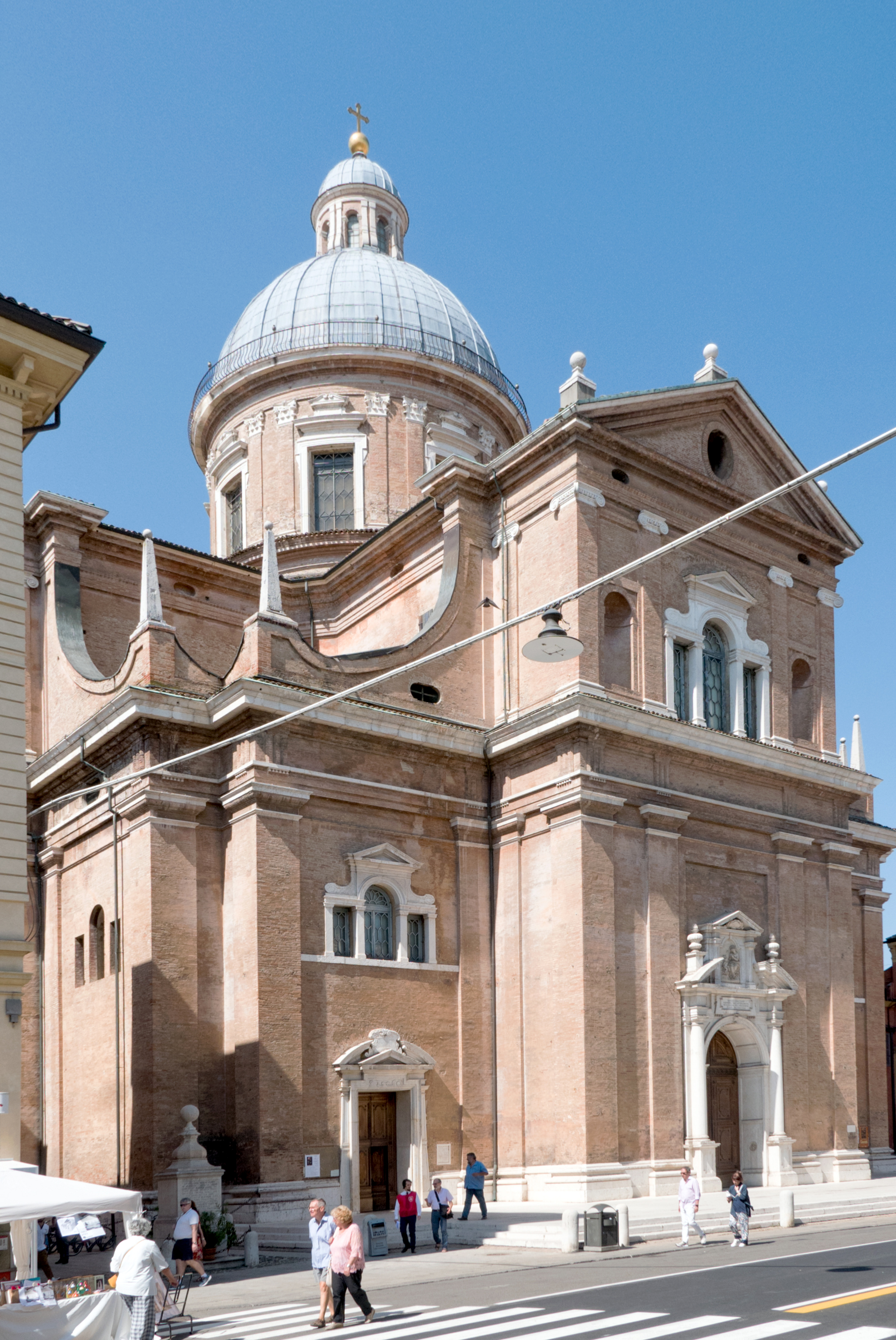
La basilica della Ghiara

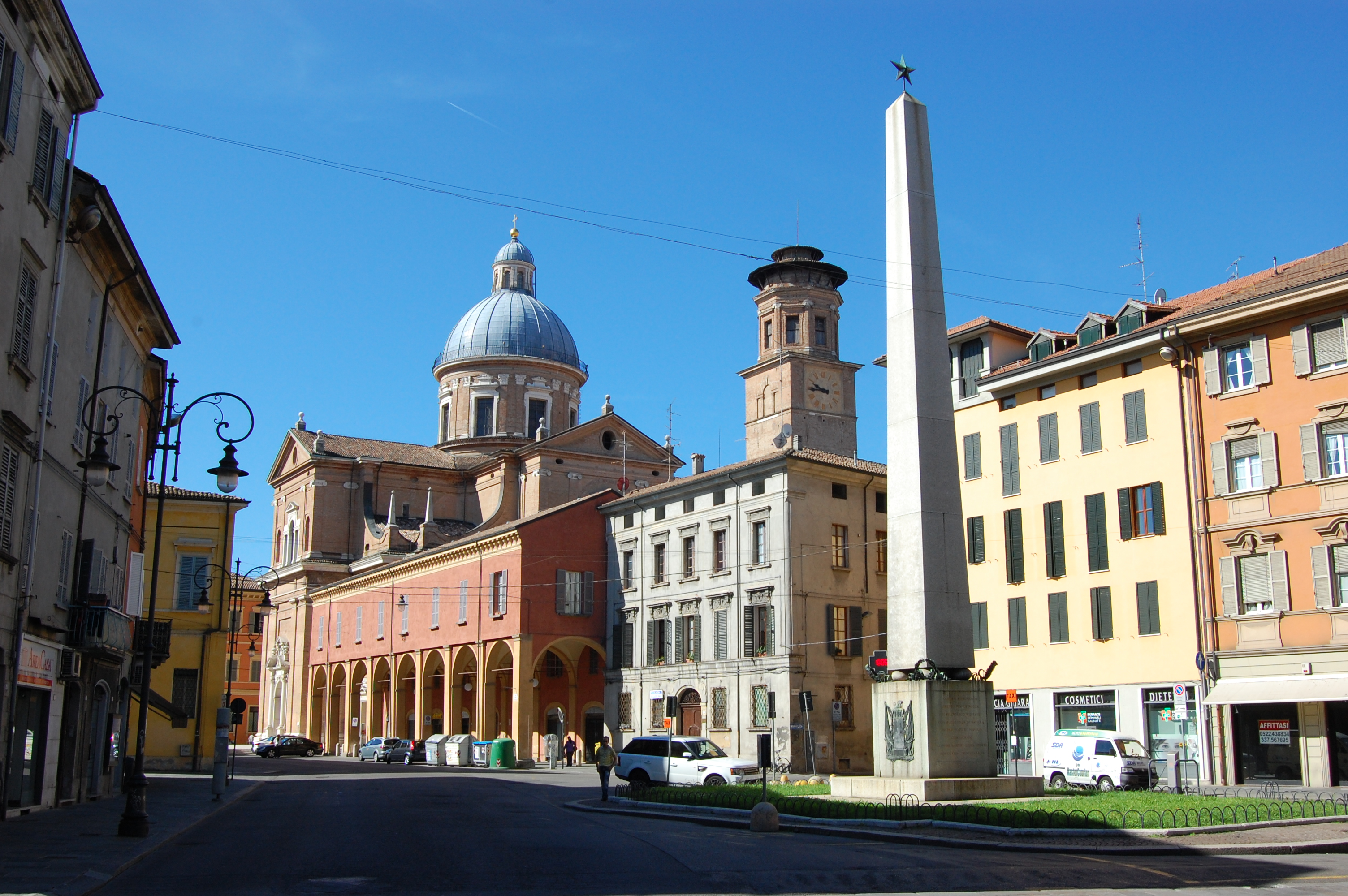
Tempio della Beata Vergine della Ghiara

In breve tempo il luogo divenne meta di pellegrinaggi e, grazie alle offerte dei fedeli, si decise di edificare un nuovo tempio che potesse custodire il dipinto legato ai miracoli. Fu fatta richiesta al duca Alfonso II d'Este di far progettare ai suoi architetti un modello per il nuovo edificio. Ne furono realizzati tre: uno da Giovan Battista Aleotti di Argenta, uno da Cosimo Pagliani di Siena e un terzo da Alessandro Balbi di Ferrara: il progetto di quest'ultimo fu approvato dal duca.
La prima pietra dell'edificio venne collocata il 6 giugno del 1597 dal vescovo Claudio Rangoni alla presenza del duca e della duchessa Margherita Gonzaga, demolendo la chiesa dei Servi e parte del precedente convento. La direzione dei lavori venne affidata all’architetto reggiano Francesco Pacchioni (1560-1634), affiancato per la costruzione della cupola dal senese Cosimo Pugliani (1599-1618). Nel 1619 la chiesa era già a buon termine e il 12 maggio venne solennemente consacrata.

### Restauri
- I restauri vennero compiuti dal 1887 al 1890 sotto la guida di Nicolò Barabino, Luigi Samoggia, Gaetano Chierici.
- I restauri recenti sono avvenuti negli anni novanta del XX secolo[8].

## Descrizione

### Esterno
Il tempio, di grandi dimensioni, si presenta come un edificio quadrangolare. La facciata si apre sul lato est e dominano la struttura una slanciata cupola centrale con lanterna e una torre campanaria, rimasta incompiuta.

#### Facciata

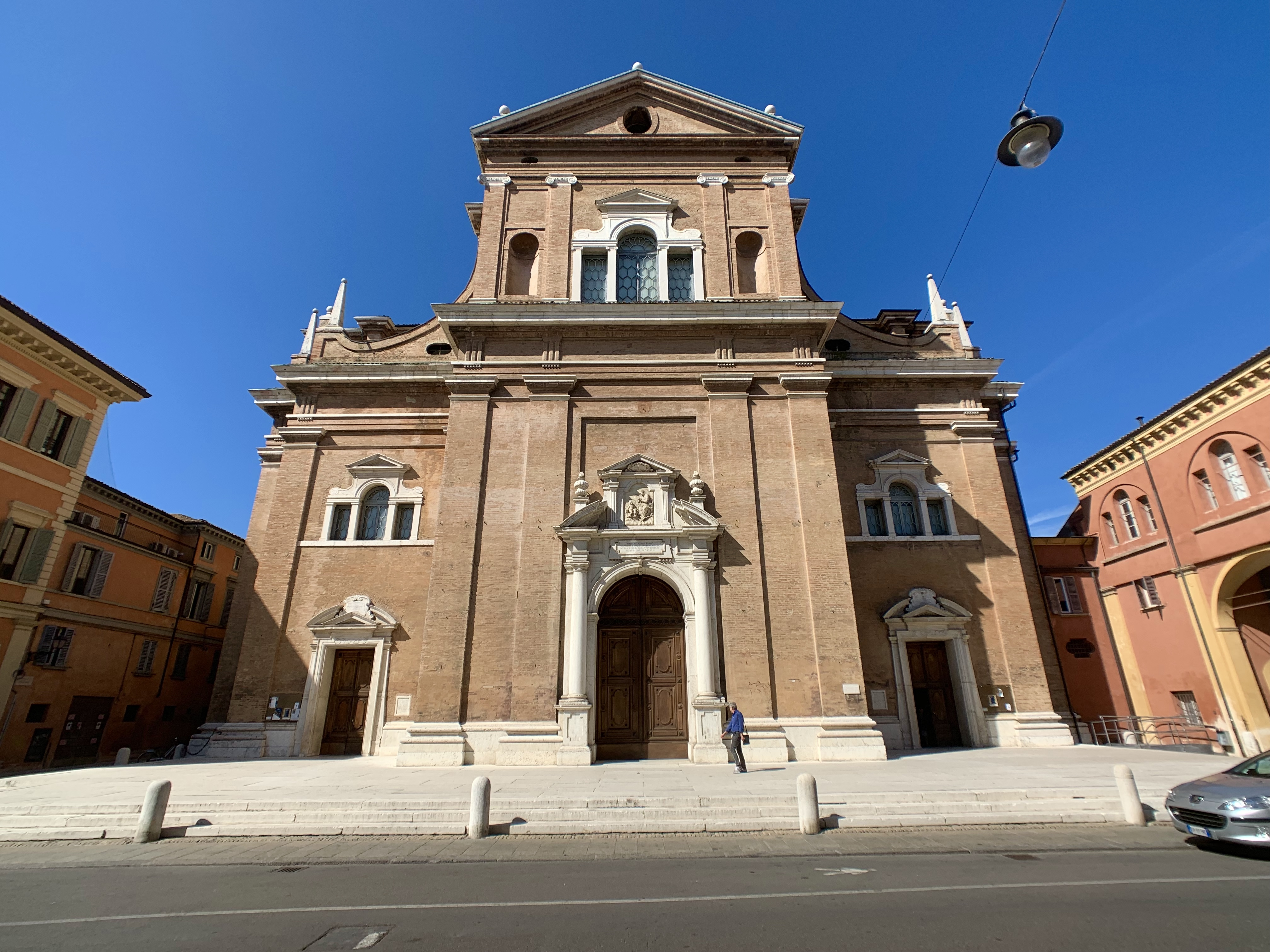
La facciata.

La facciata, con timpano, è strutturata su due livelli e presenta paraste di ordine dorico nella parte inferiore e ionico nella superiore. È realizzata in laterizio, con inserti in marmo bianco nelle basi e nei capitelli delle lesene, nei cornicioni, nelle finestre e nei portali. Longitudinalmente è divisa in tre parti, ciascuna aperta da portali sovrastati da finestre a serliana. Sul portale centrale è un bassorilievo in marmo con la Vergine della Ghiara scolpito da Salvatore da Verona, dono del Comune di Reggio del 1642. Le due porte laterali furono invece eseguite nel 1631.

#### Campanile

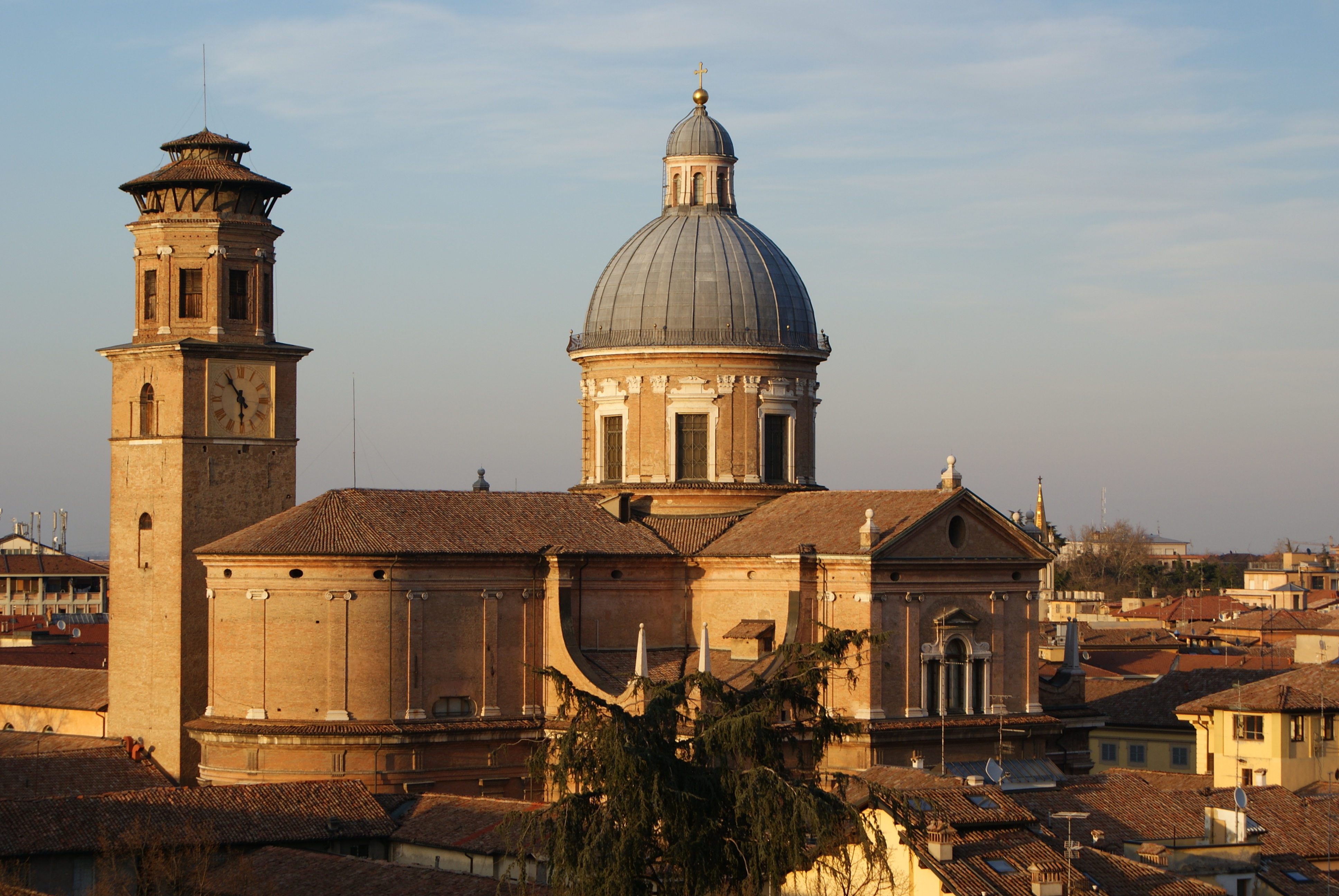
Veduta dell'esterno con la cupola e il campanile.

La torre campanaria si erge sul lato destro dell'edificio, di fianco all'abside e presenta un'altezza di 52 metri su una base quadrata di 8 metri per lato. Interamente in laterizi, fu iniziata dall’architetto Francesco Pacchioni nel 1623. Si sviluppa come torre quadrata sulla quale si innesta la cella campanaria ottagonale, costruita dal 1630, chiusa da una copertura rotonda e tetti. Il progetto originario prevedeva una cupola e una lanterna che non furono mai ultimati.
Nel primo documento noto, risalente al 18 agosto 1612, si legge dell’approvvigionamento di 54 pezzi di marmo per la torre, ma, nel giugno del 1624, a torre quasi ultimata, si accerta che è inadatta a sopportare il peso dei marmi e si abbandona il progetto originario, destinando il materiale al pavimento della Basilica.
L'orologio venne aggiunto nel 1661 su progetto del Padre Servita Cherubino Ranzani.
Nel settembre del 1842 gli architetti Luigi Croppi e Pietro Marchelli intervennero sulla stabilità del campanile ed eressero la copertura a tetti concentrici.
La torre è dotata di un concerto di cinque campane, il migliore della Diocesi:
- La Fornara,  cosiddetta in quanto donata dai fornai di Reggio, diametro 141 cm, peso 1624 kg, prima metà del '600
- Diametro 113 cm, peso 850 kg, prima metà del '600
- Diametro 93 cm, peso 530 kg, prima metà del '600
- Diametro 77 cm, peso 325 kg, fusa nel 1785

### Interno

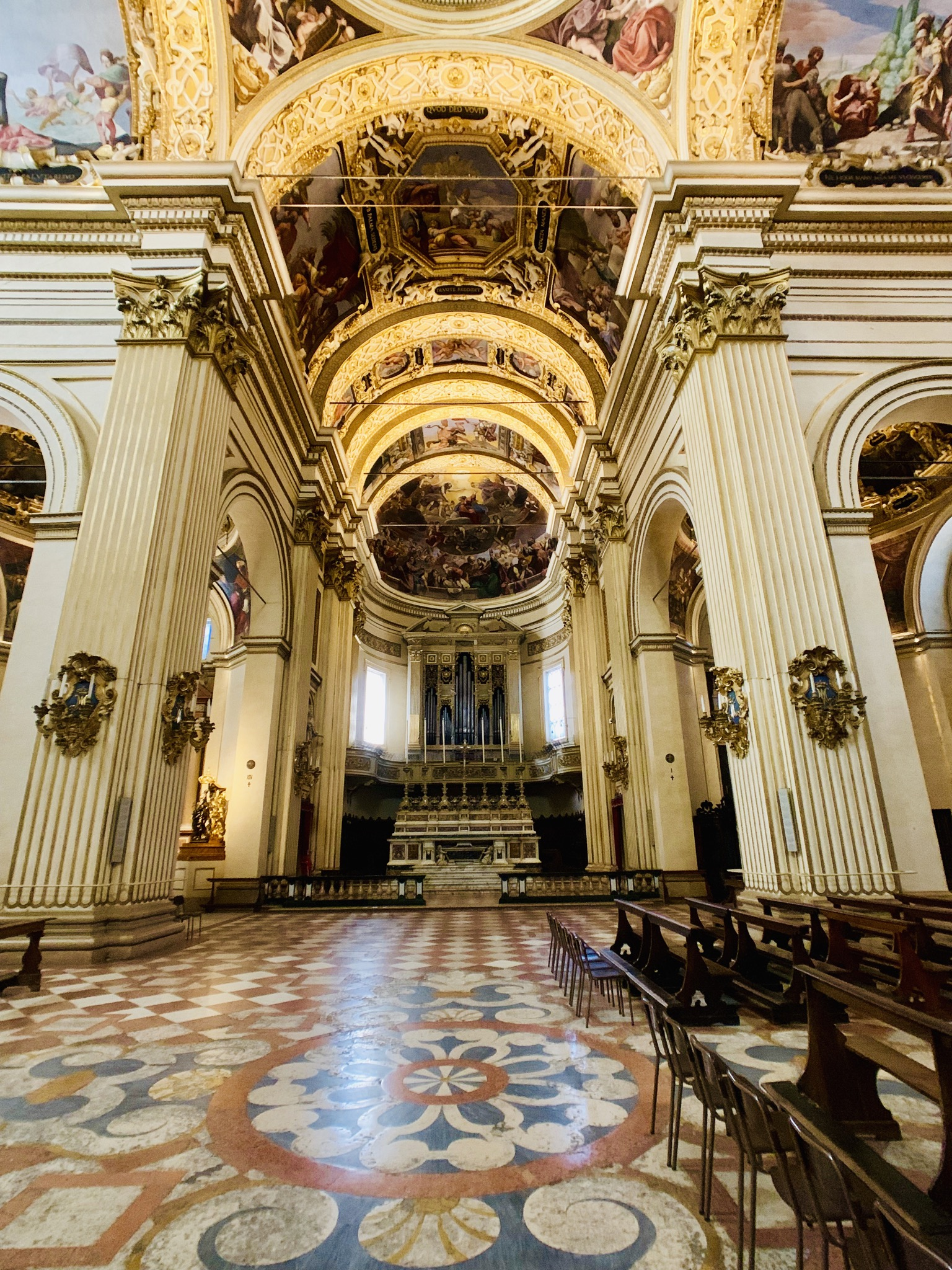
Interno

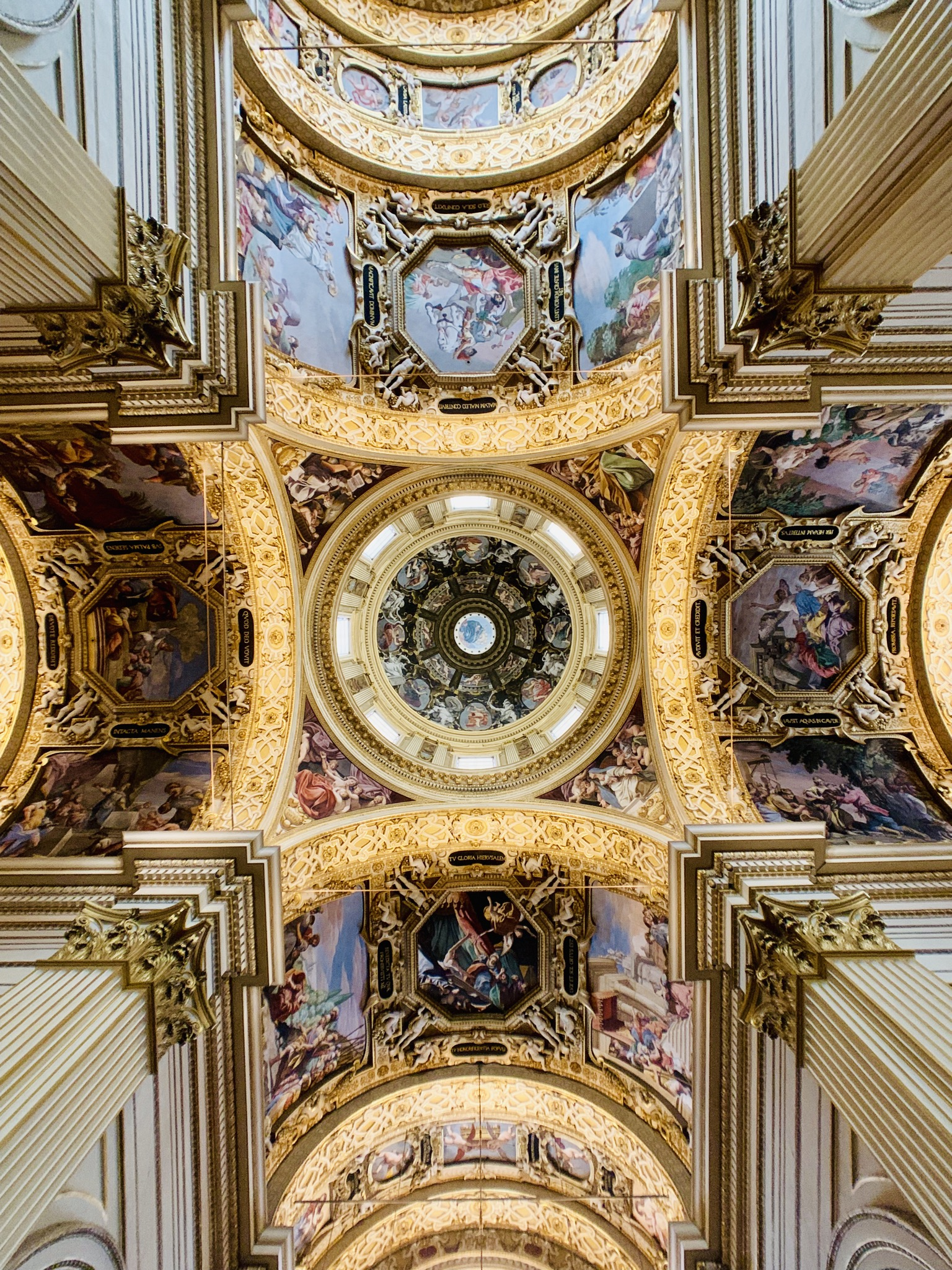
Le volte.

Impostato su una pianta a croce greca iscritta in un quadrato e abside aggettante verso il lato occidentale, appare diviso in tre navate da possenti pilastri che sorreggono la cupola. Nei quattro angoli rientranti della croce sono ricavati altrettanti spazi quadrati, di dimensioni minori, sormontati da altre quattro cupole emisferiche, non visibili all'esterno.
L'interno è fastosamente decorato secondo il gusto manierista del tempo, tipicamente di transizione fra il Rinascimento e Barocco. Se la parte inferiore risulta assai sobria, le volte colpiscono per la profusione di dorature, stucchi e il ciclo di affreschi della Scuola dei Carracci che propongono Storie dell'Antico Testamento, volto a valorizzare soprattutto le donne dell'Antico Testamento.
Dapprima il tema pittorico aveva altro carattere e fu solo nel 1615 (21 febbraio) che la congregazione della fabbrica votò il progetto degli affreschi che poi furono eseguiti. Non è noto chi fu il teologo che ideò il tema della glorificazione delle eroine della Bibbia, le cui virtù sono viste in analogia con le virtù della vergine Maria.
Al ciclo pittorico furono coinvolti molti artisti emiliani della prima metà del Seicento (1614-1648): Ludovico Carracci, Gian Francesco Barbieri detto il Guercino, Lionello Spada, Alessandro Tiarini, Luca Ferrari, Camillo Gavasetti, Carlo Bononi, Pietro Desani, Lorenzo Franchi, Jacopo Palma il Giovane, Carlo Caliari (figlio del Veronese), Tommaso Sandrino, Sebastiano Vercellesi, Pietro Armani, Giovanni Savi, Francesco Burani, Giulio Cesare e Michele Mattei e Orazio Talami.
Le Corporazioni delle arti contribuirono con preziose donazioni: l'Acquasantiera venne fatta realizzare dalla Corporazione della Lana e da quella della Seta; il Comune commissionò al Guercino un'opera che è ritenuta il capolavoro: la Crocefissione di Cristo, nell'Altare di città.

#### Gli affreschi

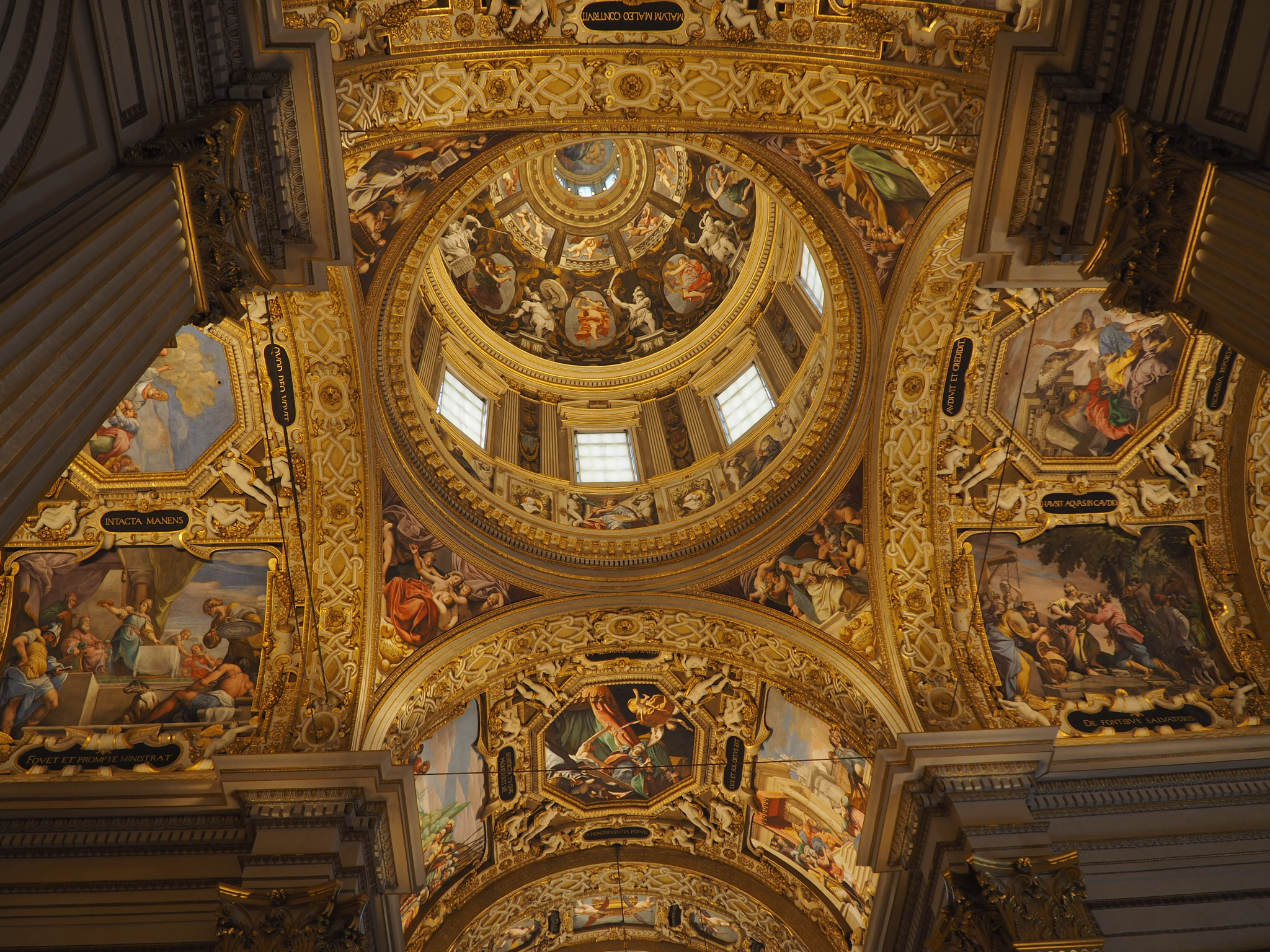
Le volte affrescate e la cupola

Particolarmente interessante è la lettura iconologica degli affreschi e la loro disposizione:
- i quattro spazi quadrati e cupolati a fianco dei bracci della croce greca presentano una sintesi cronologica del Tempo del Mondo: nella prima è rappresentato il Tempo del Paganesimo, simboleggiato dalle Sibille. Segue il Tempo dell'Antico Testamento, con i Profeti biblici, poi il Tempo del Vangelo con i Quattro Evangelisti, e infine il Tempo della Chiesa, con i Dottori della Chiesa;
- le quattro volte a botte che formano i bracci della croce greca presentano negli scomparti maggiori soggetti dell'Antico Testamento che hanno come protagoniste delle figure femminili:
  - Adamo ed Eva nel paradiso
  - Abramo in atto di servire gli angeli, a destra Rebecca che porge da bere al servo di Abramo
  - Rachele al pozzo
  - Giaele e Sisara
  - Abigail che presenta a Davide adirato molte vettovaglie
  - Giuditta e Oloferne
  - Ester ai piedi del trono di Assuero
  - Debora e Barac
  - Samuele, offerto al sacerdote dalla madre
  - Abisag, bella fanciulla di Sunem, che serve l'anziano Davide in trono circondato dalla corte.
- La cupola presenta il soggetto dell'Apoteosi di Maria.

#### Spazio delle Sibille

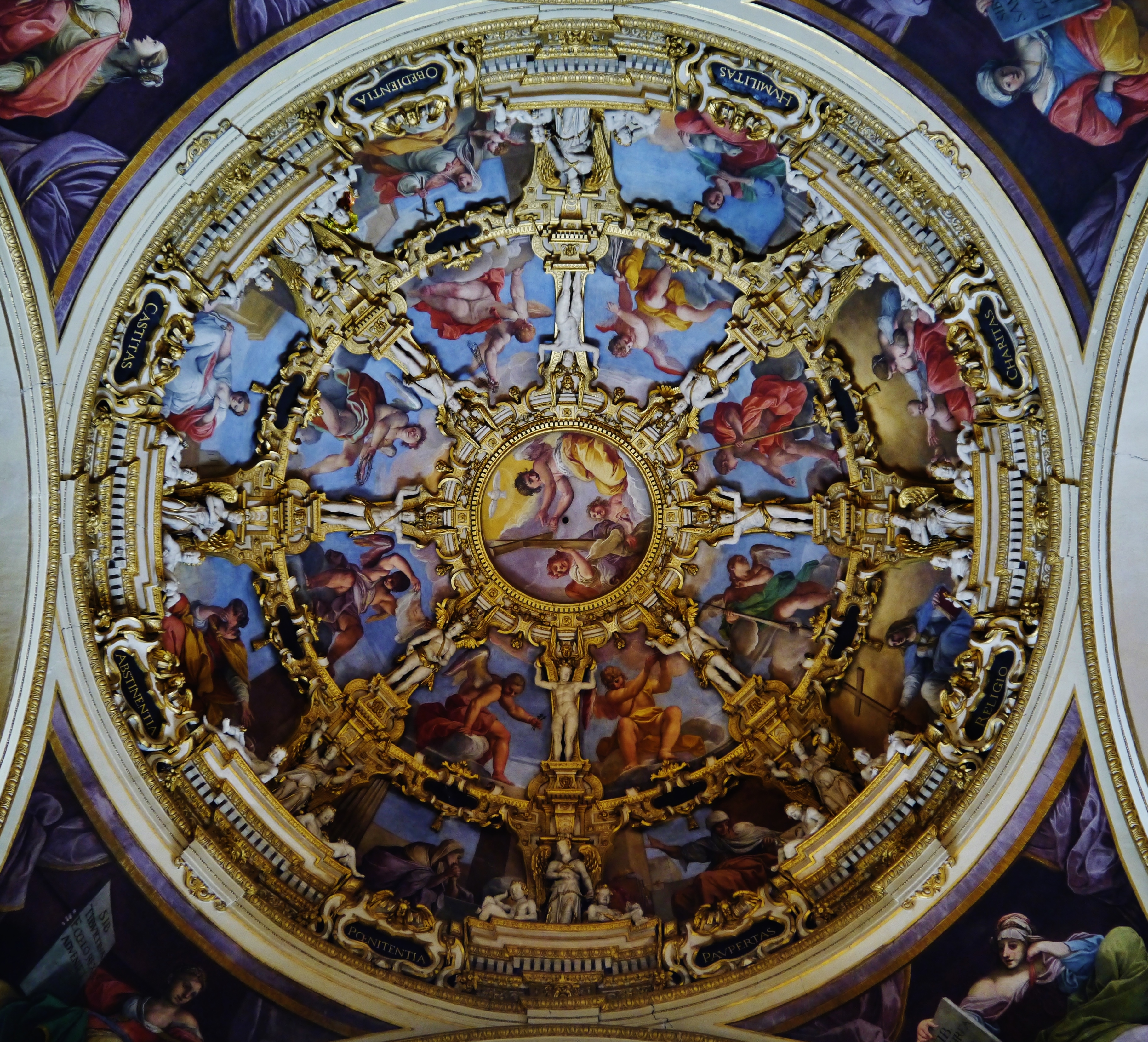
Cupoletta delle Sibille.

Il soffitto fu dipinto nel 1619 da Alessandro Tiarini, uno dei maggiori talenti della scuola carraccesca. I freschi bellissimi valsero all'artista che a Reggio lasciò molte opere ed ebbe lunga e fortunata dimora, il gran lavoro della tribuna maggiore (Ruggeri-Brawt).
Nei pennacchi, di grande potenza espressiva, sono le Sibille "tanto spiritose che vive rassembrano" (Vidriani); negli otto scomparti inferiori del bacino sono dipinte le Virtù, negli otto superiori altrettanti Angeli con gli strumenti della passione di Cristo, nella medaglia di centro due angeli uno dei quali reca la croce e invita una figura semivelata ad adorarla.
Nell'altare a sinistra, disegnato da Giovanni Battista Magnani di Parma, la Vergine col Bambino fra i Santi Francesco d'Assisi, Lucia, Apollonia e Agata, è opera del 1854 di Alfonso Chierici. Lionello Spada in gara col Tiarini vi aveva dipinto un pregevolissimo quadro (rubato nel 1783) rappresentante San Francesco d'Assisi in estasi, ospitato nella Galleria Estense di Modena.

#### Braccio orientale
(dalla porta maggiore alla cupola)

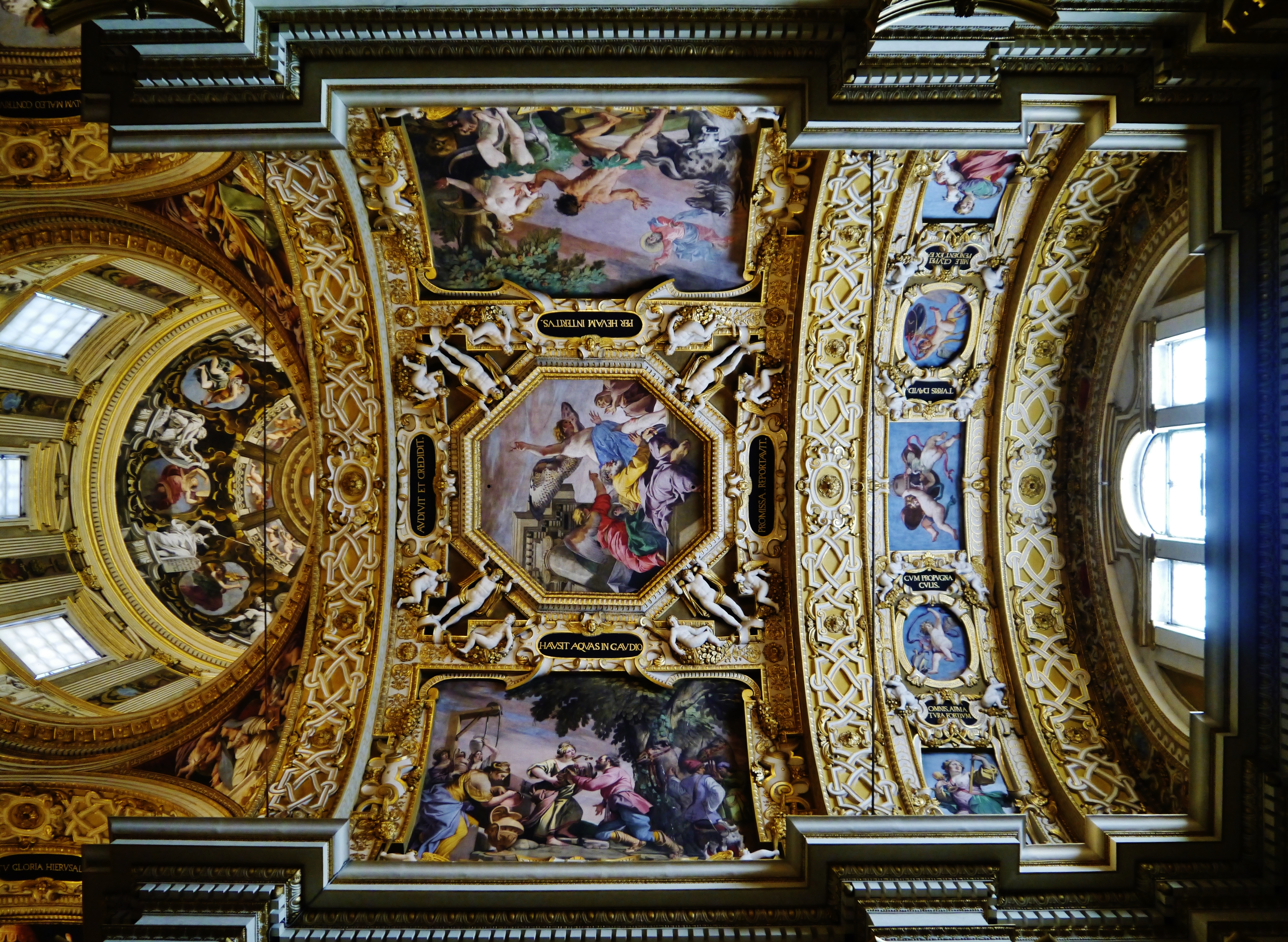
La volta orientale.

Le pitture della volta furono eseguite da Luca Ferrari, discepolo di Guido Reni, al quale furono commessionate nel 1644. E poiché tornarono di straordinaria soddisfazione a tutta la città, la congregazione della fabbrica affidò allo stesso (1646) gli affreschi del braccio a mezzogiorno. Nei cinque sfondi o fasce del primo intercolonnio è figurata la Mansuetudine, poi un angelo che regge diversi scudi, una torre con baluardi, un angelo recante un'armatura, la Fede. Nel vòlto corrispondente agli archi delle cappelle, a sinistra sono Adamo ed Eva scacciati dal Paradiso, nel centro Abramo in atto di servire gli angeli, a destra Rebecca che porge da bere al servo di Abramo.
Nei quadri in tela dell'intercolunnio (in questi come negli altri) sono rappresentati i Miracoli della Madonna; quello a sinistra è di Pietro Desani, l'altro di Pietro Armani.

#### Spazio dei Profeti maggiori

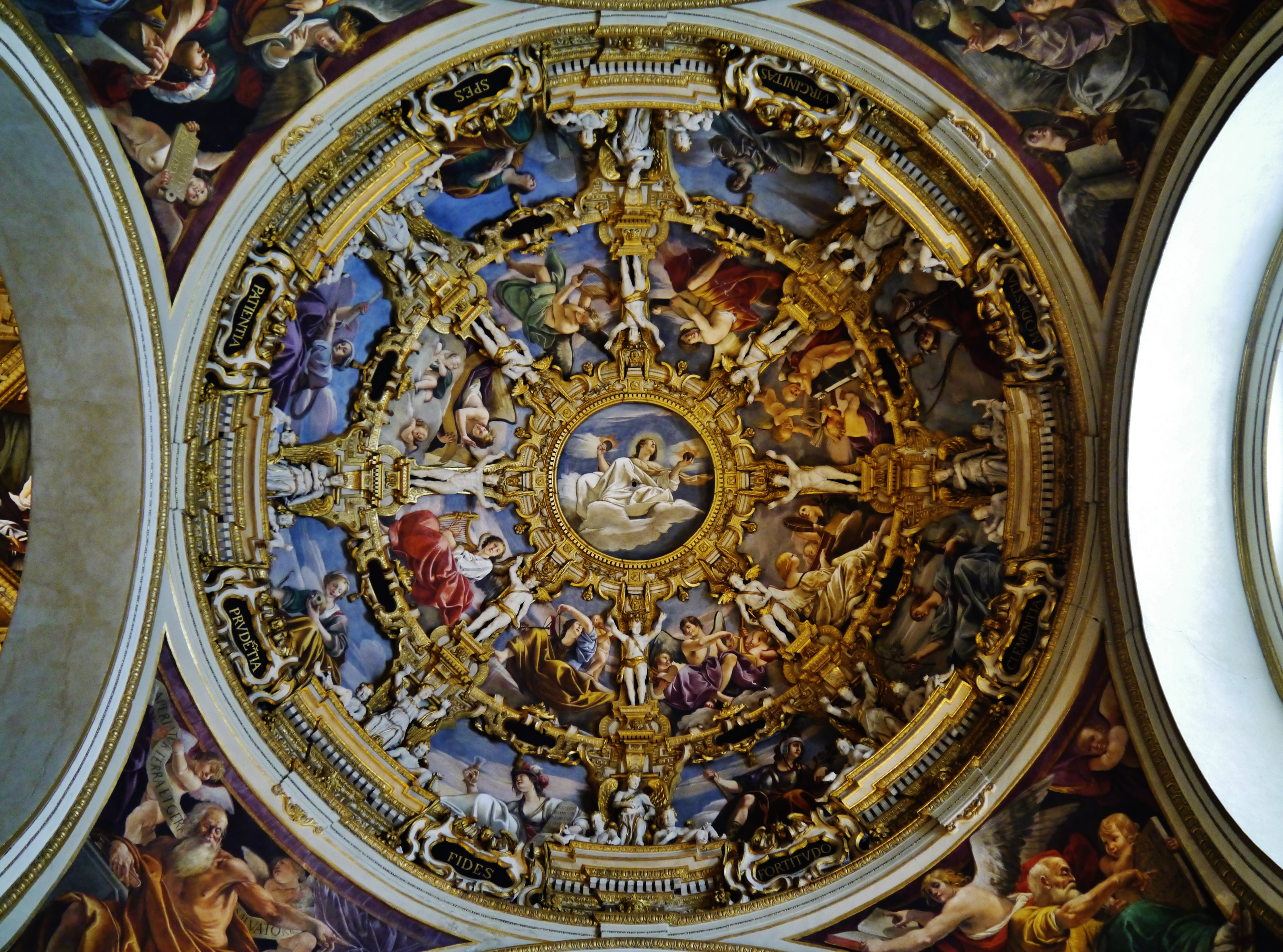
Cupoletta dei Profeti maggiori.

Nella cappella vicina alla porta di destra (cappella Pagani) sono i Profeti Isaia, Daniele, Ezechiele, Geremia nei pennacchi, le otto Virtù negli scomparti maggiori, gli otto Angeli nei minori in atto di rendere omaggio alla Divinità figurata nel centro, si devono a Camillo Gavasetti che li realizzò nel 1630. L'altare ornato di marmi e di bronzi e arricchito delle statue della Religione e della Prudenza è opera di Nicola Sampolo; il quadro della Vergine in atto di chiedere il Bambino Gesù a san Francesco è di Alessandro Tiarini (1629).
Da notarsi le statuette in bronzo nelle pile dell'acqua lustrale a fianco della maggior porta, rappresentanti san Prospero e l'Immacolata Concezione, la prima fu fatta eseguire dai battilana, l'altra, su disegno di Paolo Magnavacchi, dai filatori di seta. In controfacciata è la tela con la Morte di san Giovanni Evangelista, vasta e popolosa composizione di Alessandro Tiarini. Nel corridoio dell'Economato sono disposti diversi quadri, fra cui la Vergine Addolorata col figlio morto tra le braccia, di Orazio Talami; L'Annunziata, di Carlo Caliari (figlio del Veronese); san Girolamo che contempla la Trinità in atto di scrivere, di Lorenzo Franchi. Nell'ufficio d'amministrazione diverse tele dell'eredità Vicedomini-Vallisneri, compresi due bellissimi ritratti di scuola francese.
La torre, sconciata nel coronamento, prospetta gli attigui chiostri dei serviti, un tempo adibiti a scuole elementari ed ora ostello.

#### Braccio occidentale

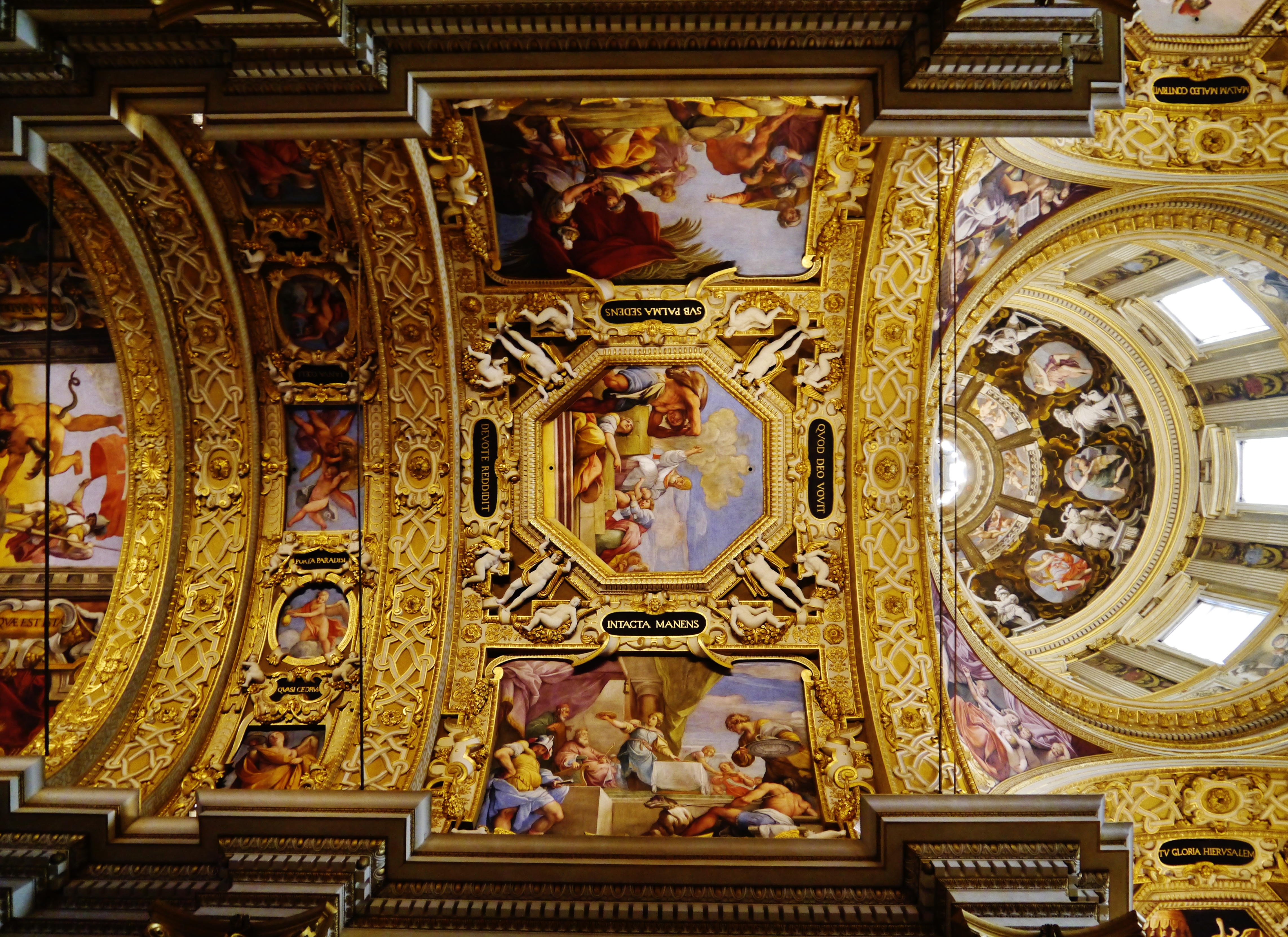
La volta occidentale.

(dalla cupola al coro - Presbiterio)
Ad Alessandro Tiarini furono commissionate nel 1618 le pitture di questo braccio e nel 1624 quelle del catino e della volta a compimento della crociera. A sinistra si notano Debora e Barac, nel mezzo Samuele offerto al sacerdote dalla madre, a destra Abisag che serve il vecchio Davide in trono circondato dalla corte. Nella prima fascia vari angeli con attributi diversi; nella seconda a sinistra il re Davide assiso con l'arpa in mano, al centro l'Arcangelo Michele che con lo stendardo della croce mette in fuga il demonio, a destra Salomone in trono.
Nel catino la grandiosa scena dell'Assunzione della Vergine coronata dalla Trinità fra angeli, apostoli e santi. Queste ultime pitture se hanno pregi ragguardevoli, hanno anche difetti non meno grandi e si vuole che il Tiarini le eseguisse convalescente. Il quadro dell'intercolonnio di sinistra è di Sebastiano Vercellesi, l'opposto di Pietro Desani. L'altare maggiore, lavorato nel 1672 da artisti carraresi, fu disegnato, secondo don Luigi Bocconi, da Giuseppe Maria Soli, modenese, e non dal Tarabusi a cui a torto lo attribuì il dott. D. Bertolini.
La tribuna per l'organo, sostituita nel 1890 all'ancona posta quasi un secolo prima dall'Abate Giuseppe Ferrari Bonini, è opera di Luigi Samoggia al quale spettano le placche o mostre dorate che infisse male di proposito nei pilastri, li segano a mezzo e ne tolgono la svelta eleganza.

#### Spazio degli Evangelisti

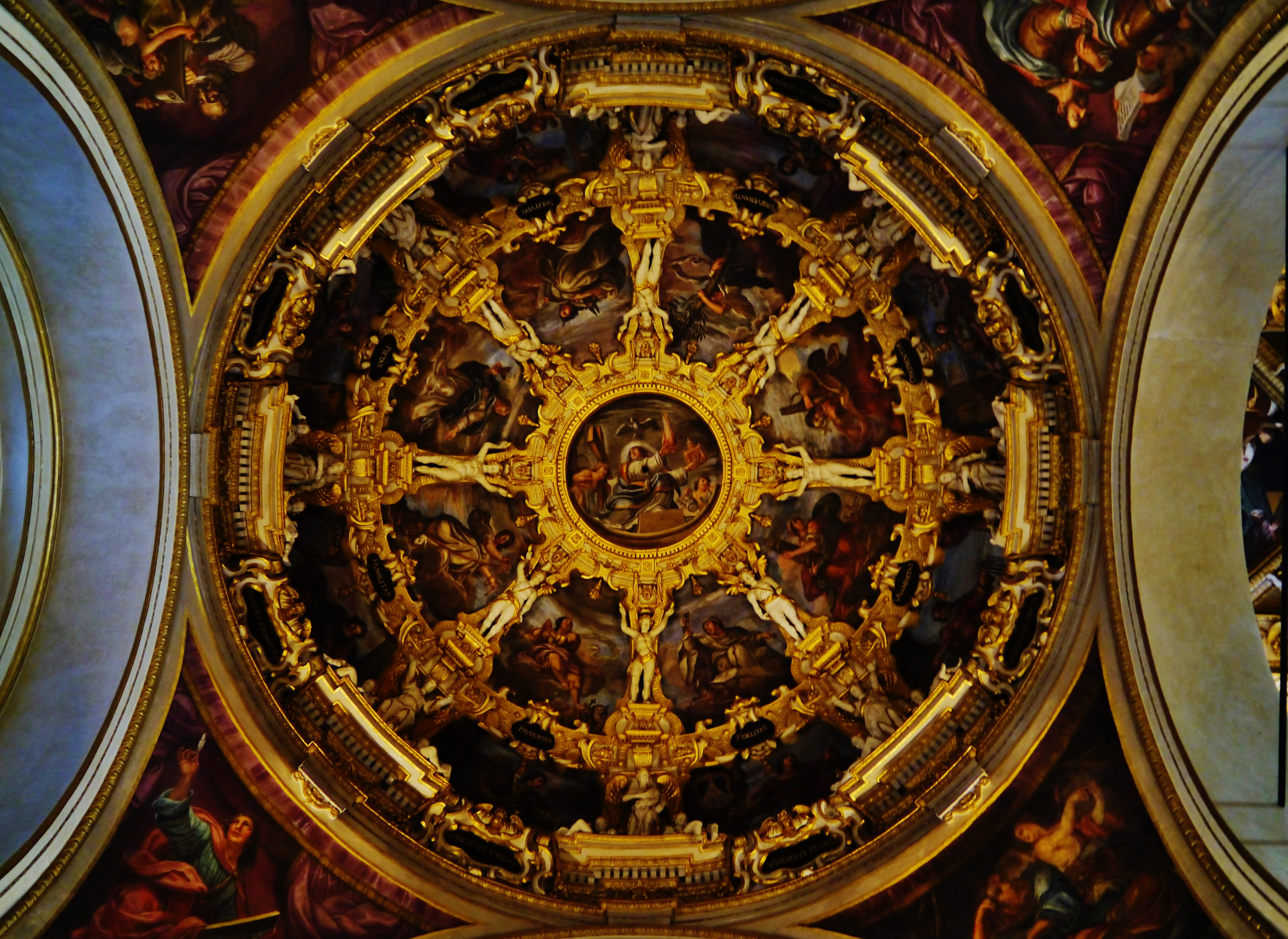
Cupoletta degli Evangelisti

La cappella (Calcagni e Casotti) venne frescata nel 1642 da Pietro Desani che rappresentò nei pennacchi i quattro Evangelisti, negli scomparti inferiori otto Ordini religiosi, nei superiori le Virtù relative, nel centro la Religione. Questi affreschi appaiono inferiori al merito dell'artista che vuolsi operasse a lume di torcia: forse lavorò in fretta e con l'aiuto di qualche allievo maldestro.
Dei due altari, quello in faccia alla porta minore è di Francesco Orso e Giacomo Novo; il quadro della Vergine Annunziata dall'angelo è di Alessandro Tiarini. L'altro è di Nicola Sampòlo che scolpì pure le statue esprimenti la Fede, la Carità, la Speranza. A Lionello Spada e a Sebastiano Vercellesi è variamente attribuita la pala con San Girolamo, San Giovanni Battista e la Madonna di Loreto. Altri vogliono che i due pittori l'abbiano dipinta insieme; tuttavia la figura del San Girolamo rivela la mano dello Spada.

#### Braccio settentrionale

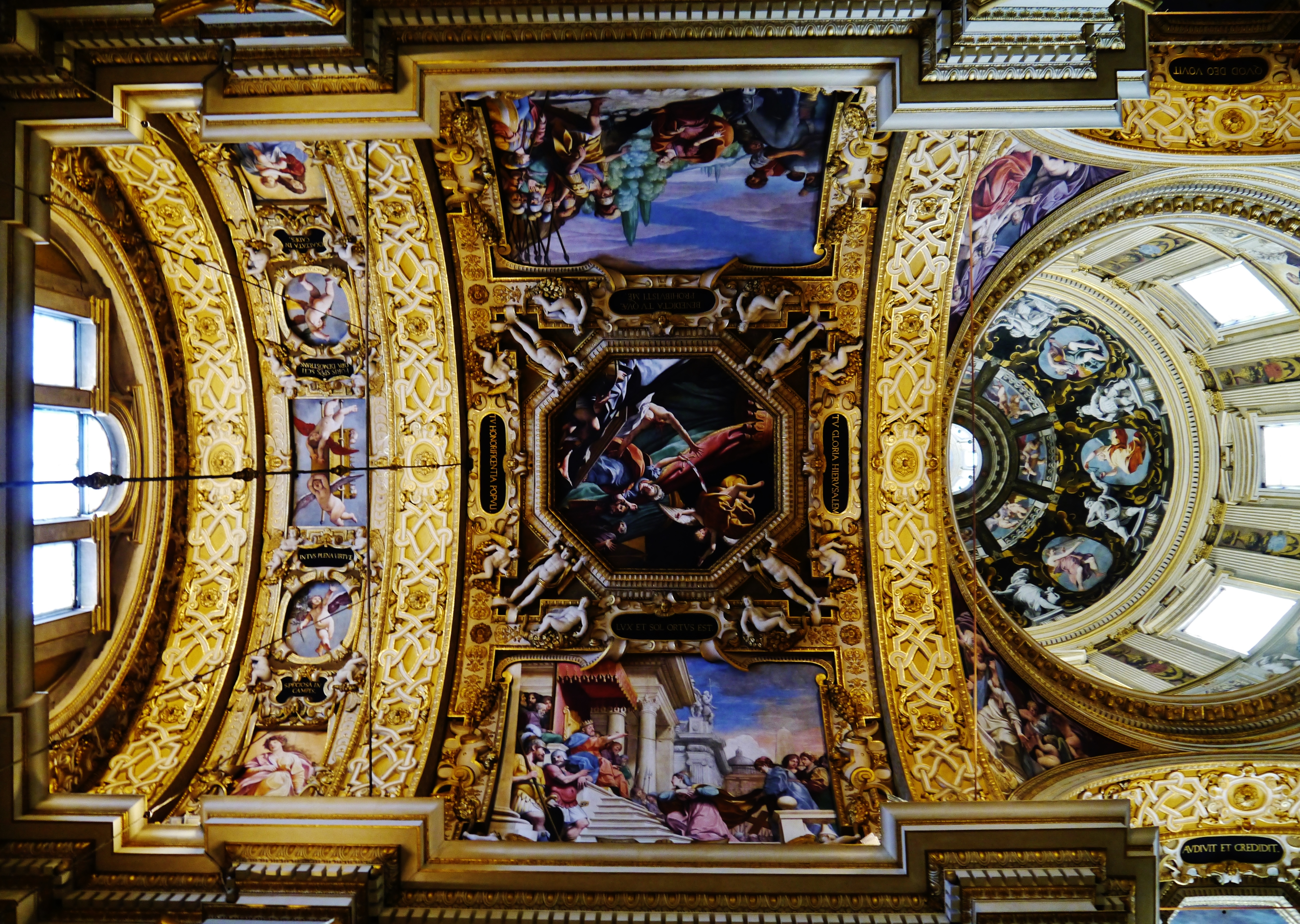
La volta settentrionale.

(dalla cupola all'altare della Beata Vergine)
Lionello Spada rappresentò negli scomparti maggiori della volta, a sinistra, Abigail che presenta a Davide adirato molte vettovaglie; al centro Giuditta e Oloferne; a destra Ester ai piedi del trono di Assuero; nella fascia dell'intercolonnio la Vergine col Bambino coronata di stelle, un Angelo recante una palma, l'Arca del Testamento, un Angelo con un ramo d'olivo e infine una Vergine coronata che mira il cielo. I due quadri dell'intercolonnio spettano a Michele Mattei.
Il colossale altare della Beata Vergine innalzato in origine dietro l'altar maggiore, poi abbattuta perché difettosa e ingombrante, divenne causa di appassionate diatribe; troncò gli indugi il Duca ordinando si erigesse nell'altare a destra. L'opera d'imponente composizione architettonica, ricca di colonne, di statue, di bassorilievi, era terminata l'anno 1615 con disegno ed assistenza di Giovanni Battista Magnani. I bassorilievi e le statue tra cui notansi Abramo e Jesse, i santi Francesco da Paola e Filippo Benizzi, i profeti Isaia e Geremia, sono di Francesco Orso e Giacomo Novo, lombardi. Nella cappelletta superiore dal fondo azzurro stellato è conservata la famosa immagine della Vergine. L'ornamento che la circonda sostenuto da quattro colonne in pietra del paragone, fu condotto su disegno del Magnani da Paolo Larioli e Gabriele de' Chierici, argentieri reggiani.
Meritano osservazione le torciere in bronzo ai lati dell'altare lavorate con rara maestria da Vincenzo Morenghi che le ornò di putti e di statuette ad altorilievo e le cinque grandi lampade d'argento, la maggiore delle quali adorna di cherubini e figure d'angeli, fu eseguita nel 1734-36 da Paolo Magnavacchi su disegno di Ludovico Benedetti. È un capolavoro colossale d'oreficeria e pesa chili 70 di argento fino a 900/1000.

#### Spazio dei Dottori della Chiesa

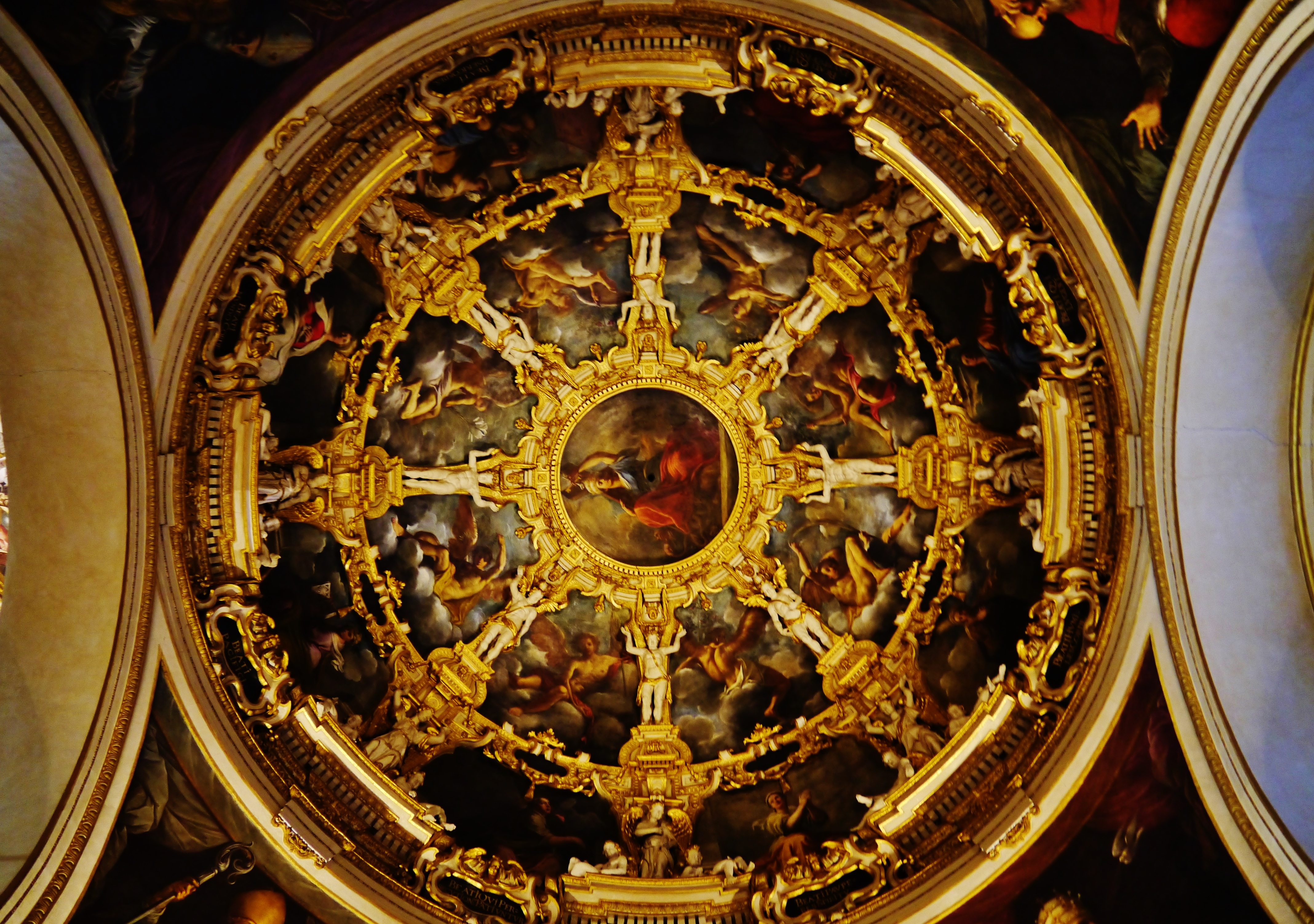
Cupoletta dei Dottori della Chiesa.

La vicina cappella (Gabbi e dell'Arte della Seta) fu dipinta ad olio nel 1622 da Carlo Bononi di Ferrara che rappresentò nei pennacchi i Dottori della Chiesa; negli spazi inferiori del bacino, le otto Beatitudini; sopra altrettanti Angeli; nel centro la Podestà spirituale. L'altare in faccia alla porta con le statue della Religione e della Giustizia è opera di Francesco Pacchioni (1606). Quello di fianco fu lavorato da Alberto, suo figlio, e la pala con san Giorgio condotto al martirio e santa Caterina svenuta, è opera di Ludovico Carracci.

#### Braccio meridionale
(dalla cupola all'Altare di città)

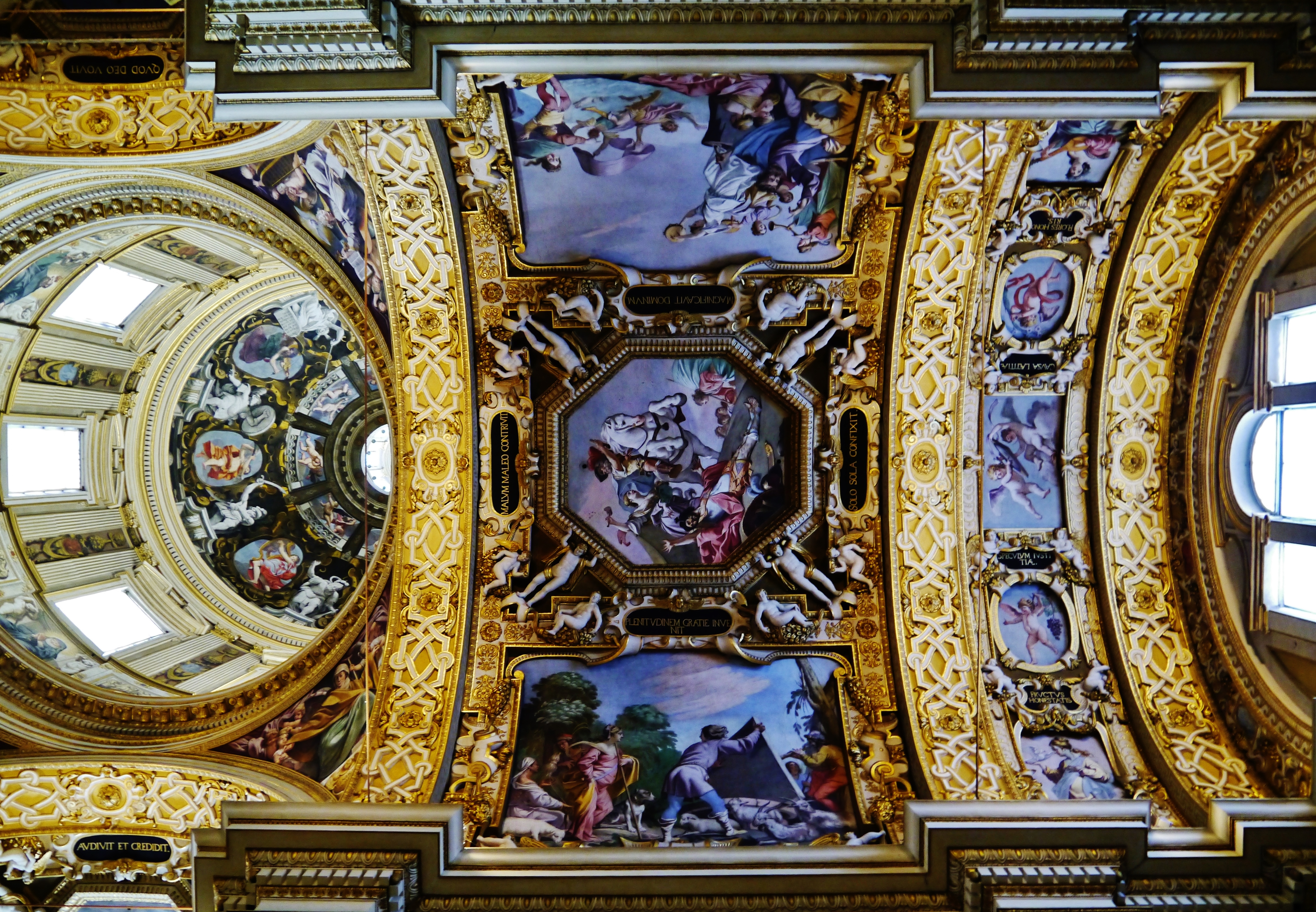
La volta meridionale.

Luca Ferrari con magistrale pennello raffigurò nella volta, a sinistra, Rachele al pozzo; al sommo Giaele e Sisara (interessante per effetto prospettico il cavallo di Barac); a destra la Sommersione dell'esercito del Faraone nel mar Rosso; nei cinque sfondi dell'intercolonnio la Purità, tre angeli con attributi diversi e finalmente la Verginità. A Giulio Cesare Mattei, detto il Francese, spettano i quadri dell'intercolonnio. La statua di san Giovanni Evangelista è opera recente dello scultore Enrico Franzini di Reggio.
L'altare con la magnifica ancona marmorea fu innalzato dal Comune di Reggio su grandioso disegno di G. B. Magnani. La pala rappresentante la Crocifissione con Gesù consolato dall'angelo è una delle più ammirate e discusse opere (1624) di Francesco Barbieri detto il Guercino, che per tale lavoro «oltre il prezzo stabilito di ducatoni 500, lo regalarono di una collana d'oro con una medaglia di valuta ella solo di lire cento con la Madonna di Reggio e l'arma della città» (Malvasia).

#### Cupola

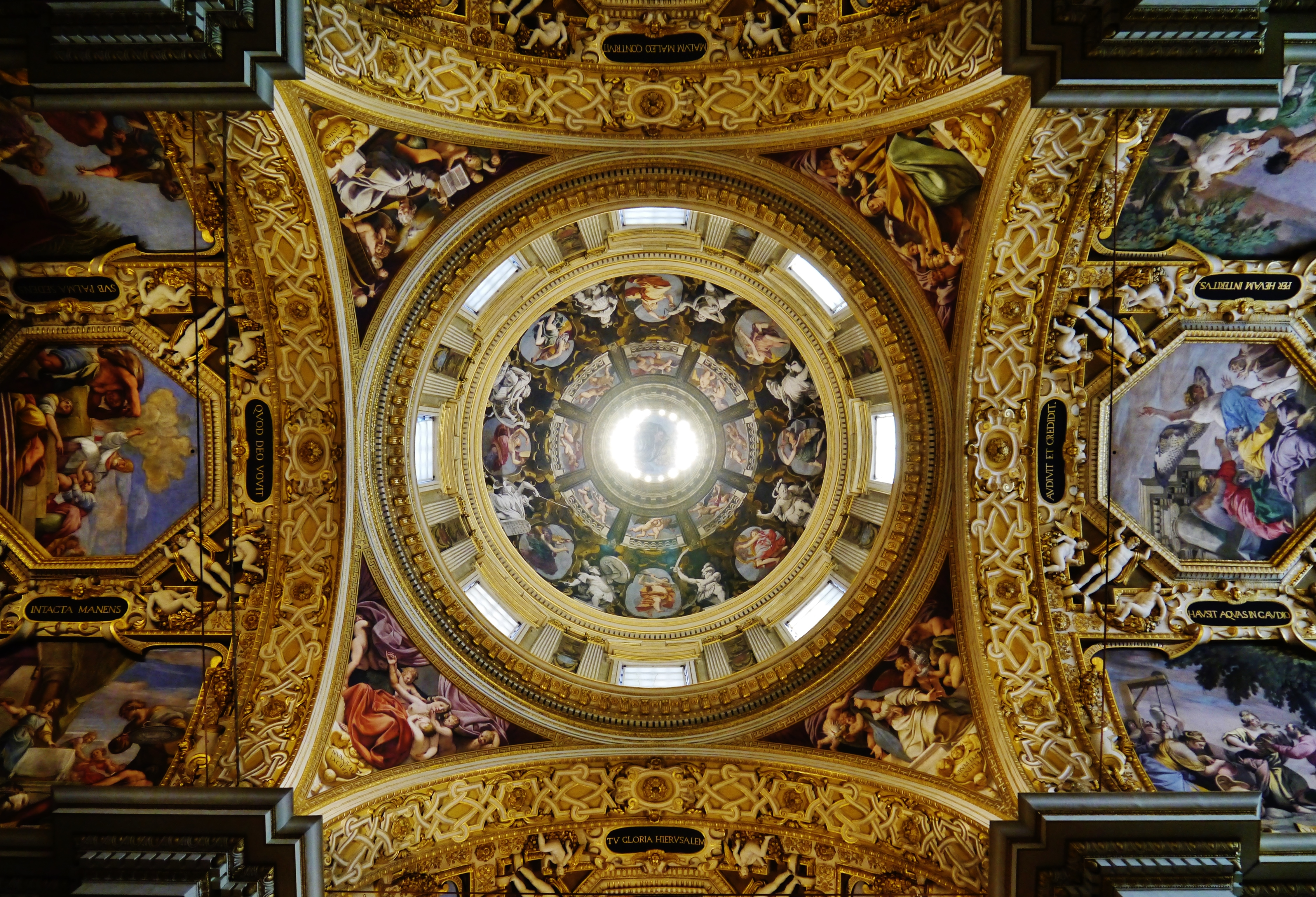
Cupola centrale

La grandiosa cupola, innalzata da Francesco Pacchioni su disegno di Cosimo Paglioni da lui riformato, fu ricoperta di affreschi da Lionello Spada, allievo dei Carracci, a cui l'opera fu commissionata nel 1614, per le infruttuose trattative con Ludovico Carracci e con Giulio Cesare Procaccini. Egli incominciò il lavoro nello stesso anno, quasi contemporaneamente a Tomaso Sandrini cui erano state affidate la prospettiva e la decorazione. Nel 1616 la mirabile opera era compiuta e della spesa totale di lire reggiane 11082, lire 8360 toccarono allo Spada, le rimanenti al Sandrini.
Lo Spada si rivela qui artista magnifico per il vigore del colorito e l'audacia dello scorcio e parve superare sé stesso negli angeli bellissimi della curva. Nei pennacchi si vedono quattro grandi figure rappresentanti l'Elemosina, la Religione, la Carità, l'Orazione; nel tamburo i quattro Santi protettori della città e quattro Santi dell'ordine dei Serviti e fra l'uno e l'altro cartelloni con teste a chiaroscuro; nella calotta a chiaroscuro otto Personaggi dell'Antico Testamento e nella curva fino alla lanterna l'Apoteosi della Vergine fra un corteo di angeli.

#### Altare di Città

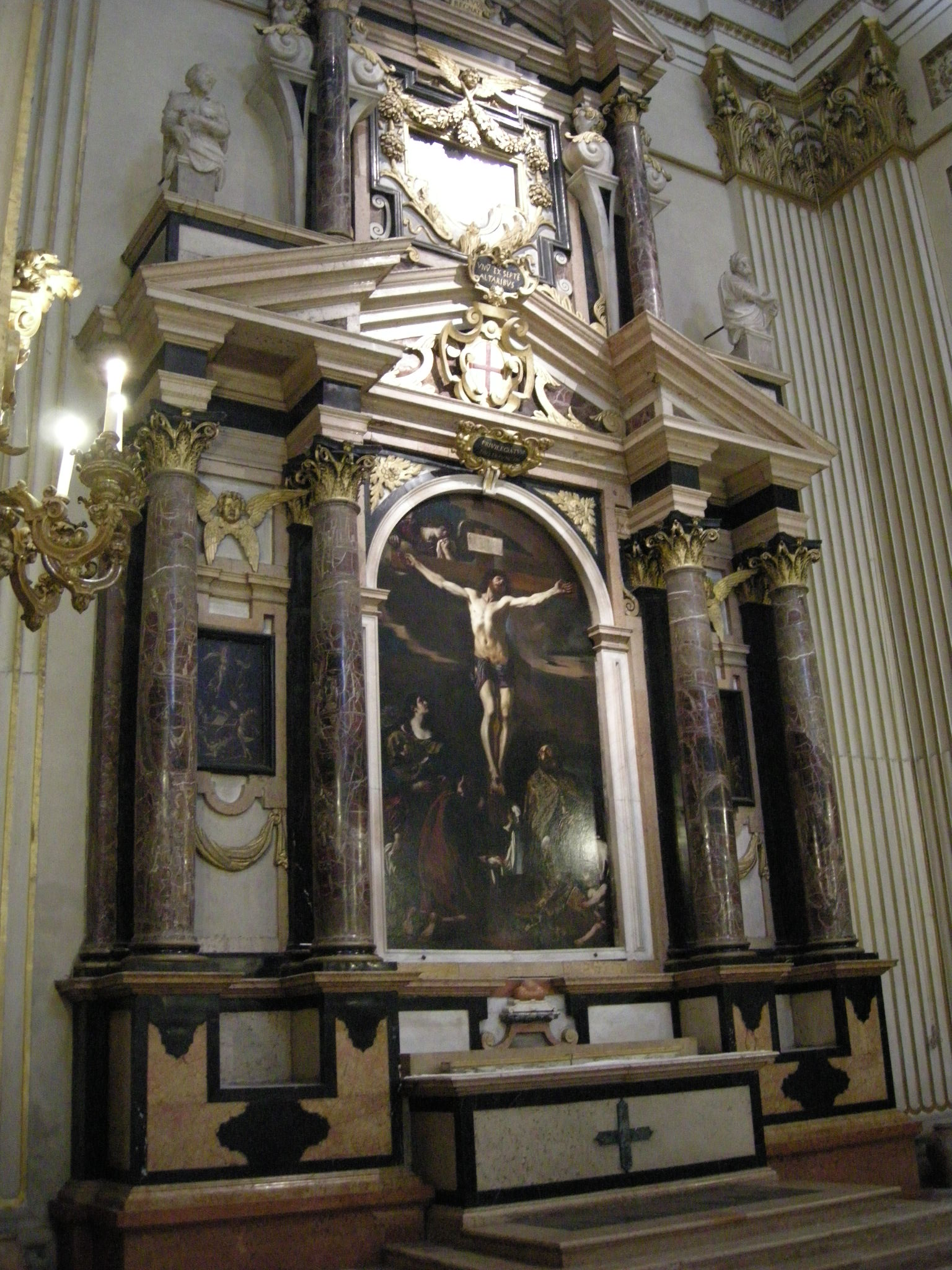
L'Altare di città

L'altare dalla fastosa struttura marmorea fu innalzato dal Comune di Reggio su disegno di Giovanni Battista Magnani. La pala rappresentante Cristo in croce consolato dall'angelo, con ai piedi la Madonna e i Santi Maria Maddalena, San Giovanni e San Prospero. Rappresenta una delle più ammirate e discusse opere di Francesco Barbieri detto il Guercino, che la dipinse nel 1624-25. 
Per tale lavoro «oltre il prezzo stabilito di ducatoni 500, lo regalarono di una collana d'oro con una medaglia di valuta ella solo di lire cento con la Madonna di Reggio e l'arma della città» (Malvasia).

#### Sagrestia e tesoro
Nella sagrestia un ingegnoso orologio del P. Cherubino Ranzani (o Forzani, o Sforzani) di Reggio (1580-1676) indica i giorni, la luna, le fasi dello zodiaco, l'epatta, ecc. Nell'attiguo locale è il tesoro, ricco interessante museo dell'oreficeria reggiana nei secoli XVII e XVIII. (Per la visita occorre speciale permesso dell'amministrazione del tempio). Nelle vetrine laterali, sei candelieri d'argento a sbalzo e croce collo stemma Estense, donati (1631-34) dal duca Francesco I, pace in argento colla scena della Deposizione (sec. XVI), bozzetto originale di Lelio Orsi in ricca cornice, frontale o paliotto in argento (sec. XIX), una croce astile, estensori, reliquari, turiboli, piatti, calici a sbalzo, a cesello, targhe ecc. Nella vetrina di centro ricca collezione di gioielli antichi tra cui notevoli una collana con croce in filo d'oro e smalto ornata di perle e rubini, una croce a smeraldi, diversi arabeschi con pietre preziose e infine la corona votiva del Senato e Popolo di Reggio (1674) tempestata di gemme.
Nel vestibolo della porta che risponde su via dei Servi si trova il monumento elevato (1820) alla duchessa Maria Teresa Cybo-Malaspina, moglie del duca di Modena e Reggio, Ercole III d'Este.

### Misure e dimensioni
| Parametro             | Misura |
| --------------------- | ------ |
| Lunghezza             | 60 m   |
| Larghezza             | 45 m   |
| Altezza del Campanile | 52 m   |
| Base del Campanile    | 8 m    |

## Museo del Santuario della Beata Vergine della Ghiara

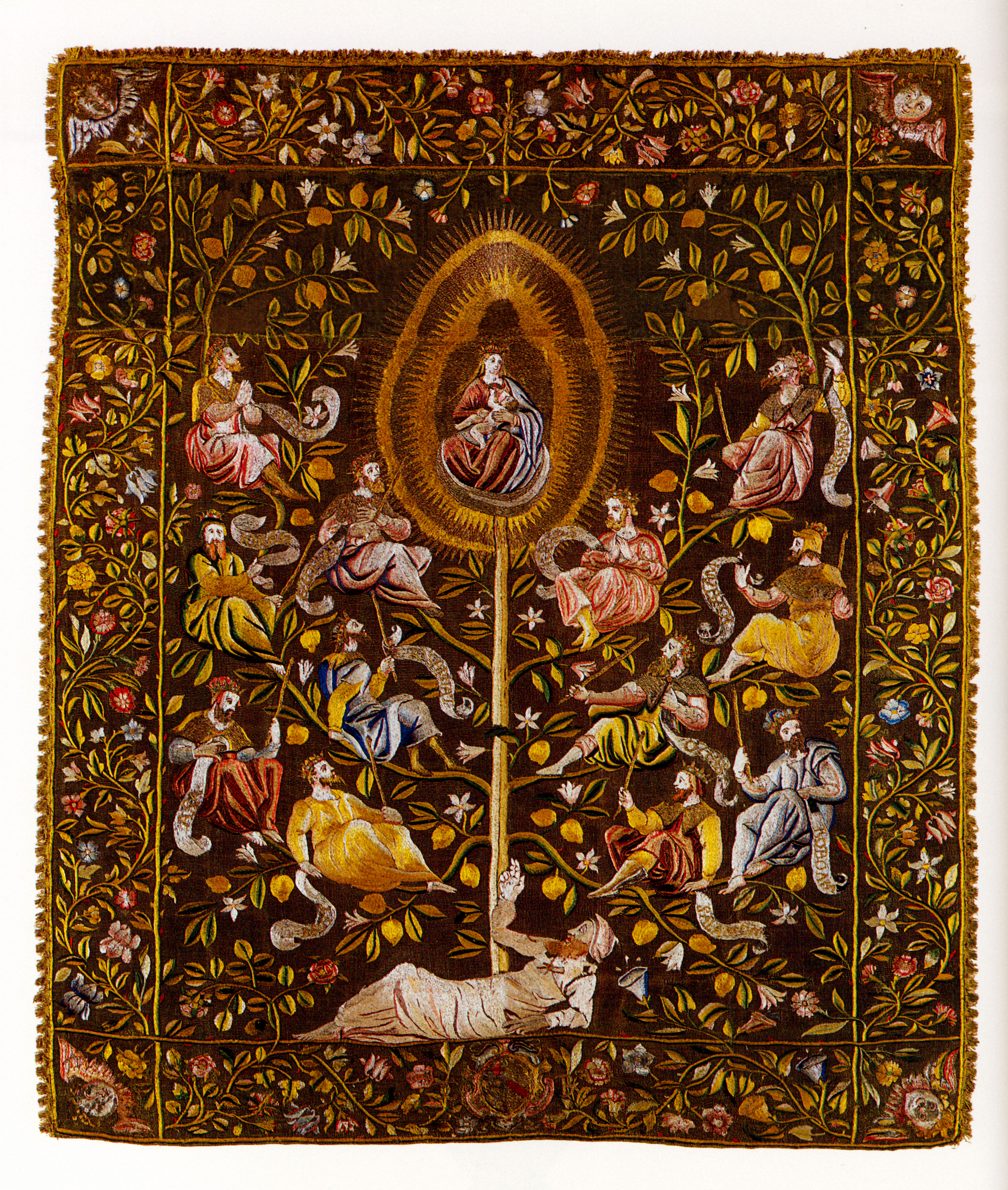
Manifattura emiliana, Tendina (detto telo di Jesse), anteriore 1617, ricamo su garza, cm 144×123. Destinata a celare e proteggere l’immagine della Madonna della Ghiara

Istituito nel 1982 per volontà della Fabbriceria del Tempio e dei Musei Civici il Museo della Basilica della Ghiara conserva e valorizza il patrimonio artistico della Basilica, importante tempio mariano ed esempio altissimo dell’arte emiliana del Seicento, con opere di Carracci, Guercino, Tiarini e altri. Il museo espone parte degli oggetti pervenuti al Tempio in segno di devozione.
Il museo è composto da 4 sale: la sala iconografica conserva la sinopia dell’immagine miracolosa e altre opere. La I sala espone argenterie e oreficerie, tra cui gli importanti candelieri (tuttora utilizzati) seicenteschi donati dal duca Francesco I d'Este durante la peste. La II sala conserva, tra doni antichi e preziosi, il bozzetto di Lelio Orsi del 1569 per il restauro dell’immagine mariana.
La III sala custodisce l’emblema civico e religioso della Basilica: la Corona donata dalla Comunità di Reggio nel 1674 per le molte grazie ricevute.
Il Museo fa parte delle rete dei Musei Civici di Reggio Emilia ed è di proprietà del Comune di Reggio Emilia.